# 史堅拿
史堅拿，MBE，前香港足球總會主席。1951年香港業餘體育協會暨奧林匹克委員會（中國香港體育協會暨奧林匹克委員會）正式成立，史堅拿當選為主席。1954年帶香港隊參加亞運。1954年亞洲足協成立後，出任亞洲足協副主席，並代表亞洲足協成為國際足協執委。 
1955年從醫務署退休，並獲頒授英帝國員佐勳章。